# Top Cow
Top Cow est un éditeur de comics, qui fait partie de l'ensemble Image Comics. Le label a été lancé en 1992 par Marc Silvestri, pour y publier ses séries. Il commença par Cyberforce et ses séries dérivées.
L'une des marques de fabriques de Top Cow, passé son succès initial, fut de se lancer dans des comics moins super-héroïques et plus basés sur la magie, tels que The Darkness, dont Marc Silvestri a assuré le dessin sur les premiers numéros, et Witchblade, dessiné par Michael Turner, qui devait plus tard lancer le hit Fathom, et prendre son indépendance.
Le scénariste de Babylon 5, Joe Michael Straczynski, fut l'initiateur de label Joe's Comics, sous lequel il publia Rising Stars et Midnight Nation, avant d'aller travailler pour Marvel Comics. 
Après une tentative de relancer l'intérêt de ses séries magiques, sous l'égide du scénariste Paul Jenkins, et l'échec du label Minotaur, censé être plus à maturité, le studio s'est lancé dans l'exploitation de licences de jeux vidéo, tel que Tomb Raider, et plus récemment, profitant d'une vague de nostalgie, de dessins animés, avec Battle of the Planets.
En 2005, Top Cow a lancé une nouvelle vague de comics plus variés, comme Hunter-Killer, entre super-héros et conspiration, par Mark Waid et Marc Silvestri, Necromancer, titre magique dessiné par Francis Manapul, Freshmen, comédie super-héroïque cocréée par l'acteur Seth Green, V.I.C.E., plus violent, ou Down, polar de Warren Ellis abandonné à l'époque du label  Minotaur.

## Séries
(les titres suivis d'un* ont été traduits en français)

### 1 - 9
- 21 *
- 39 Minutes

### A - G
- Angelus
- Aphrodite IX *
- Arcanum*
- Arifacts
- Ascension *
- Ballistic
- Battle of the Planets (sous licence) *
- Battle of the Planets : Princess
- Blood Legacy *
- Butcher Knight
- Codename: Strykeforce *
- Common Grounds *
- Cyberforce *
- E.V.E. Protomecha *
- EVO
- Down
- The Darkness *
- Fathom *
- Fathom Killian's Tide *
- Freshmen *

### H - P
- Hunter-Killer *
- Kin *
- Madame Mirage *
- Midnight Nation (Joe's Comics) *
- Necromancer *
- Nine Volt *
- No Honor *
- Obergeist: Ragnarok Highway *
- Proximity Effect

### R - T
- Ripclaw
- Rising Stars (Joe's Comics) *
- Soul Saga *
- Spirit of Tao *
- Strykeforce
- Sunstone *
- Tales of the Darkness *
- Tales of the Witchblade *
- The Magdalena *
- Tomb Raider (sous licence) *
- Tomb Raider: Journeys *

### U - Z
- Universe (comics) *
- Velocity (comics)
- V.I.C.E. *
- Wanted *
- Weapon Zero *
- Witchblade *